# استان برشید
استان برشید (به فرانسوی: Province de Berrechid) یک استان در مراکش است که در کازابلانکا سطات واقع شده‌است. استان برشید ۲٬۵۳۰ کیلومتر مربع مساحت و ۴۸۴٬۵۱۸ نفر جمعیت دارد.